# Japanese Whispers
Japanese Whispers è una compilation della band inglese The Cure, pubblicato dalla Fiction Records il 6 dicembre 1983.
Si tratta di una raccolta che riunisce i singoli Let's Go to Bed, The Walk e The Lovecats, più le rispettive B-side (con l'eccezione del brano Mr. Pink Eyes, la seconda B-side di The Lovecats, che non venne inclusa).

## Descrizione
Ottobre 1982: dopo la bufera scoppiata alla fine del tour in supporto a Pornography, il manager della Fiction Records Chris Parry esamina il materiale più anonimo dei Cure, e decide di far uscire un singolo pop, per scacciare le voci insistenti che davano i Cure diretti verso la stessa strada dei Joy Division e sorprendere gli ascoltatori. Robert Smith, capo indiscusso dei Cure, è invece deciso a sciogliere il gruppo a causa dell'allontanamento del bassista Simon Gallup: avrebbe ripreso la collaborazione con Siouxsie and the Banshees.
Per fortuna, si ricrede grazie a Lol Tolhurst e così esce Let's Go to Bed; in luglio esce un altro singolo, The Walk e in ottobre completa la cosiddetta "Trilogia Fantasy" il singolo The Lovecats, che sarà il primo singolo dei Cure a entrare nella Top 10 inglese, arrivando alla numero 7. Questa serie di singoli cambierà definitivamente il volto musicale della band e le aprirà la strada del successo commerciale.

## Analisi delle tracce
La prima traccia, Let's Go to Bed, comincia con il synth più caratteristico dei Cure; ci troviamo di fronte ai due concetti base della filosofia di Smith: il colore blu (in tutte le sue tonalità), i gatti e la noia dell'amore. Segue The Dream, sulla falsariga della canzone precedente, dove troviamo il tema del sogno collegato ad un amore non privo di erotismo, ma condito da un cinico sentimentalismo, basato sulla delusione.
Just One Kiss rappresenta il terzo brano: i toni della chitarra ripercorrono le atmosfere di A Forest e la vena dark della precedente produzione.
Segue The Upstairs Room, che spazza via con uno spruzzo gelido e deciso la nostalgia, e ristabilisce il connubio tastiera-basso che caratterizza lo stile pop inaugurato da quest'album e che caratterizza i suoi autori fino ad oggi. Quinto brano: The Walk. Appaiono gli ottoni da discoteca ed atmosfere orientaleggianti (il titolo dell'album si può tradurre come "Sussurri Giapponesi") in una canzone che reintenderà il concetto di pop anni ottanta (otto mesi dopo, siamo nell'estate del 1984, lo stesso strumento verrà impiegato per introdurre una canzone dei Van Halen, Jump, che sarà un tormentone di quell'estate). Le ultime due canzoni, Speak My Language e The Lovecats, appaiono anomale: si tratta di due pezzi accompagnati da un pianoforte swing, un basso impegnato in un progetto parallelo, da una batteria che partecipa divertita.
Il primo, Speak My Language, è un allegro ritornello swing al piano, che deve la sua celebrità all'attore Rowan Atkinson, che ha scelto questo pezzo come sigla iniziale della serie Mr. Bean; nel secondo brano, The Lovecats, il piano swing si accosta ad una tastiera fantasy ed all'allegria coinvolgente della voce ironica di Robert Smith: viene descritto con tenerezza un amore giovanile, paragonandolo a quello di due gatti.
In mezzo alle due l'iconica Lament, pezzo dove l'uso del pad trasforma la batteria in un ritmo cadenzato che accompagna un arpeggio di chitarra, il basso effettato (soprattutto grazie all'uso del chorus) e le tastiere che oltre al tappeto sempre presente, si travestono da flauto, durante il ritornello.

## Tracce
Testi e musiche di Robert Smith e Lol Tolhurst, eccetto dove indicato.
1. Let's Go to Bed – 3:30 (musica: Smith, Tolhurst, Steve Goulding)
2. The Dream – 3:11 (testo: Smith)
3. Just One Kiss – 4:28 (musica: Smith, Tolhurst, Goulding)
4. The Upstairs Room – 3:31
5. The Walk – 3:30
6. Speak My Language – 2:41 (musica: Smith, Tolhurst, Andy Anderson, Phil Thornalley)
7. Lament – 4:15 (testo: Smith)
8. The Lovecats – 3:38 (testo: Smith – musica: Smith, Tolhurst, Anderson, Thornalley)

## Formazione

### The Cure
- Robert Smith - voce, chitarra, basso, synth
- Lol Tolhurst - tastiera, drum machine, synth

### Altri musicisti
- Steve Goulding - batteria in Let's Go to Bed e Just One Kiss
- Phil Thornalley - basso in Speak My Language e The Lovecats
- Andy Anderson - batteria in Speak My Language e The Lovecats